# Clasificación de Francis Thibaudeau
La clasificación tipográfica de Thibaudeau es un sistema de clasificación taxonómico de tipografías ideado por el tipógrafo francés Francis Thibaudeau (1860, Cholet - 1925, París) en el segundo tomo de su obra "La lettre d'imprimerie. 12 notices illustrées sur les arts du livre." 
En esta obra, el autor realizó una clasificación de la letra de imprenta atendiendo a las patas de las letras que constituyen la tipografía. En la obra también se tratan otros temas relacionados con las artes gráficas de principios del siglo XX incluyendo la encuadernación y el papel.
En 1954 Maximilien Vox decidió expandir la clasificación, que a su vez fue revisada nuevamente en 1962 por la Asociación Tipográfica Internacional (ATypI) creando la Clasificación Vox-ATypI de 11 familias.

## La clasificación de Thibaudeau
Existen multitud de familias tipográficas. Algunas de ellas tienen más de 500 años, mientras que otras aparecieron durante la gran explosión creativa de los siglos XIX y XX; otras son fruto de los ordenadores a la imprenta y el diseño gráfico digital y otras han sido creadas explícitamente para su representación en la pantalla. Estas últimas son en gran parte impulsadas por el fenómeno web. Son muchos los intentos de conseguir un solo tipo de agrupación. Aunque el criterio base es que las formas tipográficas reúnan ciertas condiciones de igualdad, los criterios de agrupación se basan en la fecha de creación, sus orígenes dentro de las vertientes artísticas por las que fueron influenciadas o en criterios morfológicos. 
Thibaudeau fue pionero en el intento de clasificar bajo criterios unificados los distintos tipos de letra que existían. Debido a la evolución de la tipografía desde su creación y a la posterior revolución con la llegada de la tipografía digital, se considera obsoleta esta clasificación, si bien inspiró otras clasificaciones posteriores más completas como la Clasificación Vox-ATypI, la Clasificación Novarese o la Clasificación DIN 16518.
Thibaudeau planteó agrupar las tipografías en dos grandes grupos, según si son serifadas o no, es decir, según la presencia o carencia de ornamentos característicos en los remates de cada glifo. Posteriormente estableció un tercer grupo para las tipografías manuales, manuscritas y decorativas, las cuales no encajaban en ninguno de los dos anteriores. Dentro de estas tres agrupaciones, Thibaudeau estableció cuatro estilos fundamentales, a los que llamó familias tipográficas.

### Tipografías serifadas

#### Romanas Antiguas o Elzevirianas
Las tipografías Romanas Antiguas, también llamada “elzeviriana” se inspira en la escritura de los manuscritos humanísticos. La familia más antigua es la de Nicolaus Jenson. El grueso del asta de las letras es irregular y suavemente modulado y los terminales son triangulares y ligeramente cóncavos. Algunos ejemplos de tipografías de este tipo son Garamond (en la figura inferior), Times, Weiss, Century o Sabon.

#### Romana moderna o Didot
Corresponde a un estilo clásico y riguroso. El primero en grabar un tipo con este estilo fue Philippe Grandjean (1666-1714). El asta de las letras es de gruesos muy contrastados y los terminales son filiformes.
Algunos ejemplos de tipografías de este tipo son: Fenice, Bodoni (mostrada en el ejemplo inferior), Normanda, Torino o Walbaum.

#### Egipcias
Las tipografías catalogadas como Egipcias aparecen en el Reino Unido en 1815, trazada por Vincent Figgins. El estilo trata de evocar máquinas y engranajes. El asta es recta y uniforme, generalmente grueso, y los terminales tienen forma rectangular. Ejemplos claros de este estilo son las tipografías Rockwell (mostrada en el ejemplo inferior), Clarendon, Memphis, Beton o Stime.

### Tipografías sin serifas

#### De palo seco, antiguas o grotescas
Las tipografías de palo seco derivan de la egipcias a la cual se han eliminado las terminaciones. También es conocida como “antigua” o “grotesca”. Caracteres con estilo de palo seco se han encontrado inscritos en monumentos y objetos de la época griega y romana, y más recientemente, desde finales del siglo XX, los formatos en pantalla y el diseño gráfico moderno, les han dado un uso intensivo, debido a que son sencillas de leer a cualquier tamaño. 
En esta tipografía el asta es recta y uniforme y no tienen acabados. Algunos ejemplos reseñables de tipografías de palo seco son la Helvética, Folio, Avant Garde, Futura, Gill Sans (en el ejemplo inferior), Kabel o Univers.

### Otras tipografías

#### Manuscritas
En este grupo encontramos las tipografías que intentan imitar la caligrafía manuscrita de una persona. Debido a que dentro de las caligrafías de aspecto manual puede haber innumerables estilos, no tienen un patrón gráfico por el que estén regidas. Algunos de los ejemplos más conocidos de tipografías manuscritas son Mistral (en el ejemplo inferior), Nuptial o Script.

#### Decorativas o de fantasía
Son tipografías de aire experimental o decorativo, que, partiendo de dibujos y formas no clásicas, llevan a un tipo de letra pensado habitualmente para rotular y diseñar con fines artísticos o publicitarios. Normalmente estas tipografías están reservadas para elementos puntuales y, debido a su difícil legibilidad, no se utilizan en la escritura de textos amplios o en tamaños pequeños. Algunos ejemplos son Aachen, Revue, Stencil o Neuland (en el ejemplo inferior).